# Abel Thisso
Abel Thisso was een Nederlands militair en ad interim Gouverneur van Suriname. 

## Biografie
Thisso was vaandrig bij de Staten van Zeeland toen hij naar Tobago gestuurd werd. Dit eiland stond in die tijd ook bekend onder de naam onder de naam Nieuw-Walcheren. Het eiland was in 1667 heroverd op de Fransen door Abraham Crijnssen. Thisso arriveerde in 1668 om als commandeur toezicht te houden op de teruggekeerde plantage-eigenaren. Hij stond onder bevel van Philip Julius Lichtenberg en later Pieter Versterre, de gouverneurs van Suriname. Thisso was familie van gevluchte Franse hugenoten en sprak geen woord Nederlands.
Onder zijn beleid was men niet tevreden en waren er veel opstanden. In 1672 werd Tobago door de Engelsen veroverd. Na de Vrede van Westminster zonden de Staten van Zeeland Thisso, die inmiddels was bevorderd tot luitenant, naar Suriname.
Na het overlijden van Versterre volgde Thisso, die ondertussen Raad van Politie was geworden, hem op met de rang van luitenant-gouverneur. In december 1677 droeg hij zijn functie over aan Tobias Adriaensen die echter na een paar maanden alweer vertrok.
Ook in Suriname begonnen de opstanden van inheemse volken tegen het beleid van Thisso. Zij streden tegen de aantasting van hun leefgebied en de tewerkstelling van inheemsen als slaafgemaakten op de plantages en voor het gouvernement. Zij overvielen plantages en vermoordden de Europese bewoners. Afrikaanse slaafgemaakten werden aanvankelijk ook vermoord, maar al snel begonnen de rebellen hen over te halen om over te lopen, wat dan ook in toenemende mate gebeurde. Het maatschappelijk en economisch leven kwam binnen korte tijd grotendeels tot stilstand. Suikermolens, rietvelden en kostgronden werden platgebrand. De Parakreek, waar aan het begin van de oorlog nog zestien plantages lagen, moest na enkele maanden zelfs geheel worden ontruimd, terwijl de planters zich terugtrokken op Paramaribo en het Fort Zeelandia. De Inheemse oorlog (1678-1686) leidde bijna tot het einde van de kolonie.
Bij zijn aankomst eind 1678 nam de nieuwe gouverneur Johannes Heinsius onmiddellijk maatregelen om de inheemse aanvallen te pareren. Thisso ontvluchtte het land met hetzelfde schip dat Heinsius naar Suriname had gebracht.